# Industrial Light & Magic
Industrial Light & Magic (ILM) — американская студия, занимающаяся созданием визуальных эффектов к кинофильмам. Основана Джорджем Лукасом в мае 1975 года в качестве замены закрывшемуся отделу студии 20th Century Studios, который должен был работать над фильмом «Звёздные войны».
В разное время офис компании находился в городах штата Калифорния Ван-Найс и Сан-Рафел. В настоящее время офис компании находится в Letterman Digital Arts Center (Сан-Франциско, Калифорния).

## Ключевые этапы
- 1975: Возрождено использование широкоформатного кино VistaVision; впервые использовали систему «Управление движением камеры» для съёмок космических кораблей в фильме «Звёздные войны»
- 1982: Первый полностью сгенерированный компьютером фрагмент фильма («Звёздный путь 2: Гнев Хана»)
- 1985: Первый полностью сгенерированный компьютером персонаж («человек из витража» в фильме «Молодой Шерлок Холмс»)
- 1988: Первый эпизод с морфингом (трансформацией) изображения («Уиллоу»)
- 1989: Первый сгенерированный компьютером 3-D персонаж — аморфное существо в фильме «Бездна»
- 1991: Первый частично сгенерированный компьютером главный персонаж — T-1000 из фильма «Терминатор 2: Судный день»
- 1992: Впервые сгенерирована компьютером текстура человеческой кожи («Смерть ей к лицу»)
- 1993: Впервые использованы цифровые технологии для создания детально проработанных животных, динозавров в «Парке юрского периода», что принесло ILM 13-й Оскар
- 1995: Первый сгенерированный компьютером персонаж с синтетической речью, с выраженной личностью и эмоциями — главный герой фильма «Каспер»
- 1995: Впервые сгенерированы компьютером фотореалистичные волосы и мех для цифровых льва и обезьян в «Джуманджи»
- 1996: Первый полностью сгенерированный компьютером главный персонаж — дракон из фильма «Сердце дракона»
- 1999: Первый сгенерированный компьютером персонаж с полностью человеческой анатомией — Имхотеп из фильма «Мумия»
- 2003: Использованы наиболее масштабные на тот момент проекты и техники анимации для создания большого человекообразного монстра в фильме «Халк»
- 2006: Разработана система «iMocap», которая использует методы компьютерного зрения для отслеживания действий актёров на съемочной площадке. Эта система использована при создании Дэйви Джонса и членов экипажа его судна в «Пиратах Карибского моря: Сундук мертвеца»
- 2007: Впервые полностью сгенерированная компьютером водная поверхность в «Пиратах Карибского моря: На краю света»
- 2011: Выпущен свой первый анимационный фильм — «Ранго».

## Фильмы
После своего образования в 1975 году, студия приняла участие в работе над примерно 300 фильмами, в том числе над такими известными франшизами, как: «Звёздные войны», «Индиана Джонс», «Парк юрского периода», «Гарри Поттер», «Трансформеры».
В таблице приведены те фильмы, где ILM была основной студией по созданию спецэффектов или где внесла значительный вклад в создание фильма. Жирным выделены те фильмы, в создании которых участвовал непосредственно Джордж Лукас в качестве продюсера, режиссёра, сценариста или актёра.
| Год выхода | Фильм |
| ---------- | --- |
| 1977       | - Звёздные войны. Эпизод IV: Новая надежда |
| 1980       | - Звёздные войны. Эпизод V: Империя наносит ответный удар |
| 1981       | - Индиана Джонс: В поисках утраченного ковчега - Убийца дракона (первый фильм, выпущенный не Lucasfilm) |
| 1982       | - Звёздный путь 2: Гнев Хана - Инопланетянин - Тёмный кристалл - Полтергейст |
| 1983       | - Звёздные войны. Эпизод VI: Возвращение джедая - Дважды много лет назад (первый мультфильм) |
| 1984       | - Индиана Джонс и храм судьбы - Звёздный путь 3: В поисках Спока - Бесконечная история (в титрах не упомянуто) - Караван смельчаков. Приключения эвоков (TV) - Человек со звезды |
| 1985       | - Балбесы - Кокон - Назад в будущее - Исследователи - Мисима: Жизнь в четырёх главах - Удивительные истории (TV) (1985-87) - Эвоки. Битва за Эндор (TV) - Молодой Шерлок Холмс - Из Африки - Враг мой |
| 1986       | - Долговая яма - Лабиринт - Говард-утка - Звёздный путь 4: Дорога домой (также являются сопродюсерами фильма) - Золотой ребёнок (также являются сопродюсерами фильма) |
| 1987       | - Гарри и Хендерсоны - Иствикские ведьмы - Внутреннее пространство - Империя солнца - Звёздный путь: Следующее поколение (первый эпизод) - Батарейки не прилагаются - Космические яйца (только заставка) |
| 1988       | - Уиллоу - Кто подставил кролика Роджера - Гольф-клуб 2 - Такер: Человек и его мечта - Кокон: Возвращение - Последнее искушение Христа - Турист поневоле |
| 1989       | - Предместье (только открывающий логотип) - До мозга костей - Поле его мечты - Индиана Джонс и последний крестовый поход - Звёздный путь 5: Последний рубеж - Охотники за привидениями 2 - Бездна - Всегда - Назад в будущее 2 - Левиафан |
| 1990       | - Охота за «Красным Октябрём» - Джо против вулкана - Сны - Вспомнить всё - Крепкий орешек 2 - Арахнофобия - Назад в будущее 3 - Привидение - Крёстный отец 3 |
| 1991       | - Полёт «Интрудера» - Дорз - Подмена - Гудзонский ястреб - Ракетчик - Терминатор 2: Судный день - Огненный вихрь - Звёздный путь 6: Неоткрытая страна - Капитан Крюк |
| 1992       | - Хроники молодого Индианы Джонса (TV) (1992-96) - Смерть ей к лицу - Исповедь невидимки |
| 1993       | - Живые - Последний киногерой - Человек-метеор - Парк юрского периода - Огонь в небе - Восходящее солнце - Загадочное убийство в Манхэттене - Готова на всё - Щелкунчик - Список Шиндлера |
| 1994       | - Подручный Хадсакера - Мэверик - Волк - Младенец на прогулке, или Ползком от гангстеров - Разоблачение - Звёздный путь: Следующее поколение (финальный эпизод «Все блага мира…») - Флинтстоуны - Форрест Гамп - Маска - Убийства на радио - Звёздный путь: Поколения |
| 1995       | - В пасти безумия - Деревня проклятых - Индеец в шкафу - Конго - Каспер - Джуманджи - Американский президент - Сабрина |
| 1996       | - Миссия невыполнима - Стиратель - Эффект спускового крючка - Спящие - 101 далматинец - Дневной свет - Марс атакует! - Смерч - Сердце дракона - Звёздный путь: Первый контакт |
| 1997       | - Звёздные войны. Эпизод IV. Новая надежда (перевыпуск «специальное издание») - Звёздные войны. Эпизод V. Империя наносит ответный удар (перевыпуск «специальное издание») - Звёздные войны. Эпизод VI. Возвращение джедая (перевыпуск «специальное издание») - Парк юрского периода: Затерянный мир - Скорость 2: Контроль над круизом - Люди в чёрном - Контакт - Титаник - Звёздный десант - Полночь в саду добра и зла - Флаббер - Спаун - Амистад - Разбирая Гарри |
| 1998       | - Подъём с глубины - Меркурий в опасности - Джек Фрост - Могучий Джо Янг - Столкновение с бездной - Глаза змеи - Спасти рядового Райана - Солдатики - Достичь удовлетворения - Знакомьтесь, Джо Блэк - Знаменитость |
| 1999       | - В последние дни - Октябрьское небо - Дикий, дикий Вест - Призрак дома на холме - Глубокое синее море - Воскрешая мертвецов - Сонная лощина - Зелёная миля - Мумия - Звёздные войны. Эпизод I: Скрытая угроза - Магнолия - Заснеженные кедры - В поисках Галактики |
| 2000       | - Сладкий и гадкий - Миссия на Марс - Приключения Рокки и Буллвинкля - Идеальный шторм - Космические ковбои - Поллок - Заплати другому |
| 2001       | - Обещание - Сладкий ноябрь - Планета обезьян - Мумия возвращается - Искусственный разум - Парк юрского периода III - Гарри Поттер и философский камень - Пёрл-Харбор - Пришелец - Мажестик |
| 2002       | - Большие неприятности - Идентификация Борна - Знаки - Звёздные войны. Эпизод II: Атака клонов - Особое мнение - Люди в чёрном 2 - Гарри Поттер и тайная комната - Машина времени - К-19 - Кровавая работа - Любовь, сбивающая с ног - Банды Нью-Йорка |
| 2003       | - Слёзы солнца - Ловец снов - Загнанный - Лига выдающихся джентльменов - Хозяин морей: На краю Земли - В ловушке времени - Питер Пэн - Пираты Карибского моря: Проклятие «Чёрной жемчужины» - Халк - Терминатор 3: Восстание машин - Однажды в Мексике - Хозяин морей: На краю Земли - Застрял в тебе |
| 2004       | - Галактика THX 1138 (перевыпуск) - А вот и Полли - Амнезия - Идальго - Ван Хельсинг - Хроники Риддика - Лемони Сникет: 33 несчастья - Гарри Поттер и узник Азкабана - Послезавтра - Превосходство Борна - Таинственный лес - Небесный капитан и мир будущего |
| 2005       | - Ну что, приехали? - Сын Маски - Лысый нянька: Спецзадание - Эрос - Ужас Амитивилля - Три икса 2: Новый уровень - Звёздные войны. Эпизод III: Месть ситхов - Приключения Шаркбоя и Лавы - Сумасшедшие гонки - Война миров - Остров - Морпехи - Цыплёнок Цыпа (конвертирование в 3D) - Богема - Гарри Поттер и Кубок огня - Хроники Нарнии: Лев, колдунья и волшебный шкаф - Мюнхен - Оптом дешевле 2                                                                   |
| 2006       | - Белый плен - Миссия невыполнима 3 - Посейдон - Пираты Карибского моря: Сундук мертвеца - Кошмар перед Рождеством (конвертирование в 3D) - Эрагон |
| 2007       | - Пираты Карибского моря: На краю света - Эван Всемогущий - Трансформеры - Гарри Поттер и Орден Феникса - Час пик 3 - Львы для ягнят - Сокровище нации: Книга тайн - Нефть |
| 2008       | - Спайдервик: Хроники - Железный человек - Спиди-гонщик - Индиана Джонс и Королевство хрустального черепа - Явление - ВАЛЛ-И (проработка живого действия) - Чудо святой Анны - Приключения Десперо - Сумерки |
| 2009       | - Шопоголик - Звёздный путь - Терминатор: Да придёт спаситель - Трансформеры: Месть падших - Гарри Поттер и Принц-полукровка - Суррогаты - Аватар |
| 2010       | - Железный человек 2 - Повелитель стихий - Гарри Поттер и Дары Смерти. Часть 1 |
| 2011       | - Я — четвёртый - Ранго (первый полностью компьютерно-анимированный фильм компании) - Пираты Карибского моря: На странных берегах - Супер 8 - Трансформеры 3: Тёмная сторона Луны - Гарри Поттер и Дары Смерти. Часть 2 - Ковбои против пришельцев - Хранитель времени - Миссия невыполнима: Протокол Фантом - Трансформеры: Поездка (3D-аттракцион) |
| 2012       | - Красные хвосты - Голодные игры - Мстители - Морской бой - Облачный атлас |
| 2013       | - Поймай толстуху, если сможешь - G.I. Joe: Бросок кобры 2 - Кровью и потом: Анаболики - Великий Гэтсби - Стартрек: Возмездие - Иллюзия обмана - Война миров Z - Одинокий рейнджер - Тихоокеанский рубеж - РЭД 2 - Элизиум — рай не на Земле - Уцелевший |
| 2014       | - Ной - Первый мститель: Другая война - Трансформеры: Эпоха истребления - Люси - Черепашки-ниндзя - Несломленный - Агент Картер (TV) (2014-15) |
| 2015       | - Странная магия - Мстители: Эра Альтрона - Земля будущего - Мир юрского периода - Терминатор: Генезис - Человек-муравей - Хитмэн: Агент 47 - Марсианин - Паранормальное явление 5: Призраки в 3D - 007: Спектр - Звёздные войны: Пробуждение силы - Выживший |
| 2016       | - Варкрафт - Черепашки-ниндзя 2 - Стартрек: Бесконечность - Первый мститель: Противостояние - Доктор Стрэндж - Изгой-один. Звёздные войны: Истории |
| 2017       | - Могучие Рейнджеры - Стражи Галактики 2 - Валериан и город тысячи планет - Человек-паук: Возвращение домой - Трансформеры 5: Последний Рыцарь - Тор: Рагнарёк - Звёздные войны: Последние джедаи - Короче |
| 2018       | - Кавалерия - Парадокс Кловерфилда - Чёрная пантера - Охота на монстров 2 - Излом времени - Первому игроку приготовиться - Тихое место - Мстители: Война бесконечности - Хан Соло. Звёздные войны: Истории - Мир юрского периода 2 - Человек-муравей и Оса - Небоскрёб - Другая сторона ветра - Оверлорд - Фантастические твари: Преступления Грин-де-Вальда - Аквамен - Бамблби - Птичий короб                                                                         |
| 2019       | - Капитан Марвел - Мы - Мстители: Финал - Аладдин - Человек-паук: Вдали от дома - Ирландец - Терминатор: Тёмные судьбы - Игры с огнём - Призрачная шестёрка - Звёздные войны: Скайуокер. Восход |
| 2020       | - Губка Боб в бегах - Не время умирать |
| 2021       | - Чёрная вдова - Круиз по джунглям - Космический джем 2: Новое наследие |

## Разработки
- OpenEXR